# Pterapothrechus beta
Pterapothrechus beta är en insektsart som först beskrevs av Griffini 1909.  Pterapothrechus beta ingår i släktet Pterapothrechus och familjen Gryllacrididae. Inga underarter finns listade i Catalogue of Life.